# 宝泰寺
宝泰寺（ほうたいじ）は、静岡県静岡市葵区伝馬町12-2にある臨済宗妙心寺派の禅寺。山号は金剛山。本尊は釈迦如来。

## 歴史

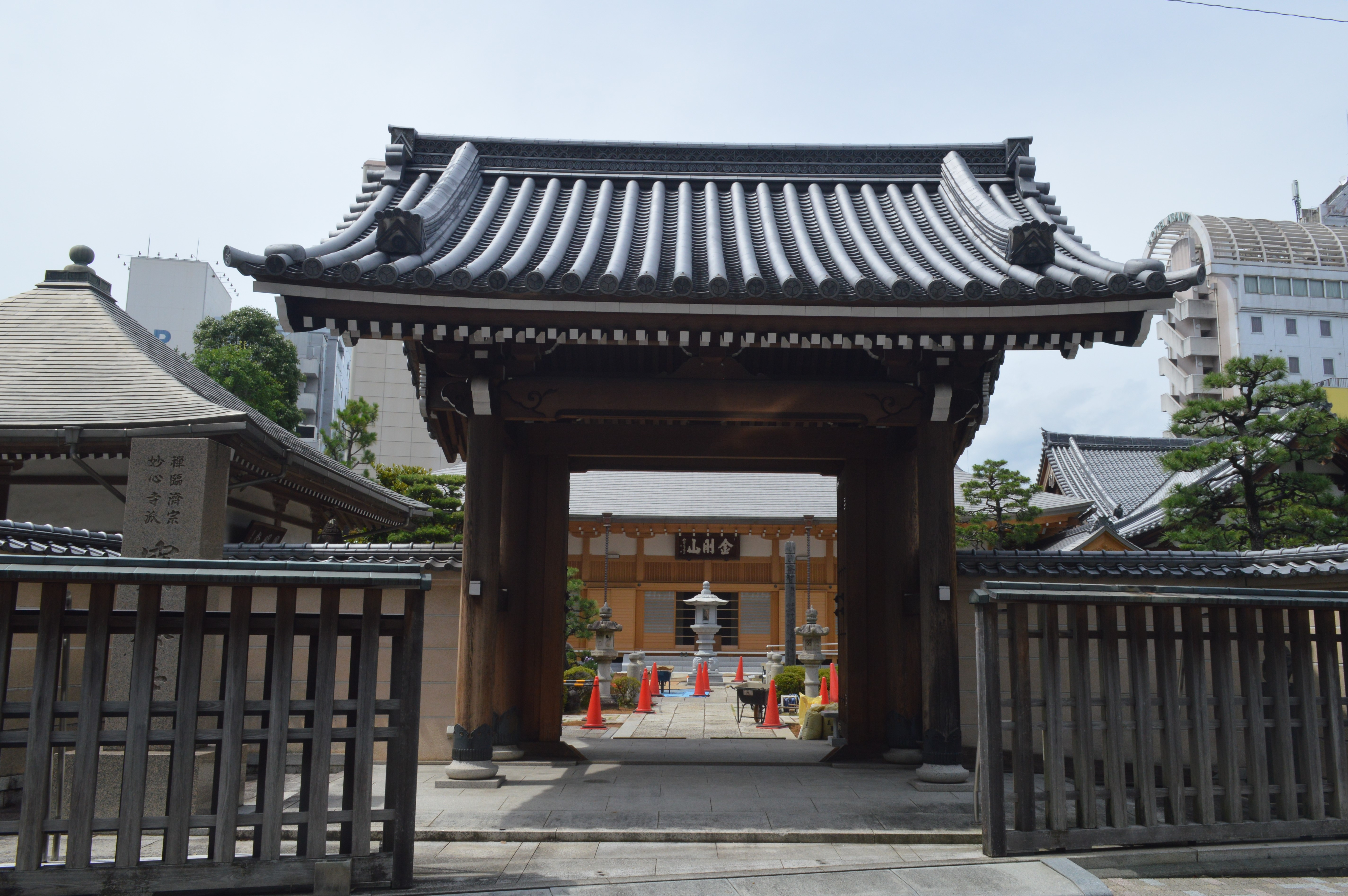
山門

1381年（永徳元年）に開創され、金剛山と号して臨済宗の寺院となった。開山は後醍醐天皇の皇子である無文元選禅師。中興は雪峰禅師であり、この時に臨済宗妙心寺派の寺院となった。江戸時代には朝鮮通信使の正使・副使・従事上官などの休憩所となった。駿府の臨済寺、興津の清見寺とともに「駿河三刹」と称えられ、またその境内の美しさが「東海一」と称えられた。
今川家などに仕えた武将の岡部正綱、漢学者の山梨稲川、医師の戸塚積斎や戸塚柳斎、駿府の在番頭を務めた石川惣因、美賀保丸乗組員12人の墓などがある。かつては28もの末寺を有していた。かつて境内は1万平方メートルもあり、七堂伽藍を有する大寺だった。現在のJR静岡駅の部分も境内に含まれていた。1976年（昭和51年）頃に種がまかれたジャカランダの花は梅雨入り頃（5月後半-6月前半）に咲いて名物とされる。1994年（平成6年）からの住職は藤原靖爾（藤原東演）。2007年（平成19年）には通信使平和常夜灯が建立された。京都・大原の三千院などにも作品が置かれる彫刻家の杉村孝の作品が多数ある。

## 檀信徒会館
境内から道路を挟んで南側に多目的ホールのサールナートホールがあり、サールナートホールは宝泰寺の檀信徒会館としての性格を持つ。サールナートホールの館長は宝泰寺住職の藤原靖爾（藤原東演）。インドにあるサールナートは釈迦の初転法輪の地とされる場所である。1階のメインホールに加えて、3階には映画館の静岡シネ・ギャラリーがある。

## 交通
- JR東海道本線静岡駅より徒歩5分